# Брутон (Алабама)
Брутон (енгл. Brewton) град је у америчкој савезној држави Алабама. По попису становништва из 2010. у њему је живело 5.408 становника.

## Демографија
Према попису становништва из 2010. у граду је живело 5.408 становника, што је 90 (1,6%) становника мање него 2000. године.
| Група             | 2000.         | 2010.         |
| Белци             | 3.138 (57,1%) | 2.881 (53,3%) |
| Афроамериканци    | 2.212 (40,2%) | 2.304 (42,6%) |
| Азијати           | 27 (0,5%)     | 19 (0,4%)     |
| Хиспаноамериканци | 61 (1,1%)     | 117 (2,2%)    |
| Укупно            | 5.498         | 5.408         |